# Euophrys bryophila
Euophrys bryophila là một loài nhện trong họ Salticidae.
Loài này thuộc chi Euophrys. Euophrys bryophila được Berry, Joseph A miêu tả năm 1996. Beatty & Jerzy Prószyński.